# Laornis
Espèce
Synonymes
- Laopteryx Kuročkin, 1995[1]

Laornis est un genre d'oiseaux Neornithes préhistoriques, connu seulement par le spécimen 820 du Muséum d'histoire naturelle Peabody (É.-U.). Il s'agit du tibiotarse d'une patte d'oiseau, découvert à la fin du XIXe siècle. En conséquence, le genre est monotypique, contenant uniquement l'espèce Laornis edvardsianus.
Concernant son nom binomial, Laornis signifie « oiseau de pierre », du grec ancien lao, « pierre » et ornis, « oiseau » ; edvardsianus honore Alphonse Milne-Edwards, paléontologue français, pour son étude de terrain Recherches Anatomiques et Paléontologiques pour servir à l'Histoire des Oiseaux Fossiles de la France, dont la seconde partie fut terminée à peu près à l’époque de la découverte,.
L'os a été trouvé dans les sédiments de la « formation de Hornerstown », à Birmingham Marl Pits, Pemberton (39°59'N, 74°43'W), New Jersey, aux États-Unis, qui datent du Crétacé supérieur ou de l'Éocène inférieur, déposés entre 66 et 63 Ma avant le présent.
L'apparence générale de l'os suggère que Laornis était un oiseau semi-aquatique avec de longues pattes et un corps faisant au moins la taille d'une grosse oie. C'était peut-être un oiseau échassier, auquel cas il faisait sans doute un mètre de hauteur, ce qui dépend de la longueur de ses pattes, ce que le seul os connu ne permet pas de savoir. Ce pourrait être aussi un grand oiseau marin avec, proportionnellement, des pattes courtes.
Il a été associé aux  Charadriiformes et aux Gruiformes, et placé provisoirement dans une famille spécifique, Laornithidae. Il peut aussi être considéré comme un gruiforme basal, ou plus probablement comme faisant partie d'une lignée ancestrale relative à l’ancêtre commun des gruiformes, des charadriiformes et/ou de toute famille moderne d'échassiers. Il aurait pu être un Anseriforme disparu du groupe des Presbyornithidae, et il ne peut pas être totalement exclu qu'il soit un ancien oiseau à pseudo-dents, famille d'oiseaux marins à la classification disputée qui évoluèrent vers des formes très grandes au Néogène ; Laornis était de la taille d'un grand pétrel.

## Publication originale
- (en) O. C. Marsh, « Notice of some fossil birds from the Cretaceous and Tertiary formations of the United States », American Journal of Science, and Arts, New Haven, Inconnu, vol. s2-49, no 146,‎ 1er mars 1870, p. 205–217 (ISSN 0002-9599 et 1945-452X, OCLC 5694945, DOI 10.2475/AJS.S2-49.146.205, lire en ligne).